# Newweling

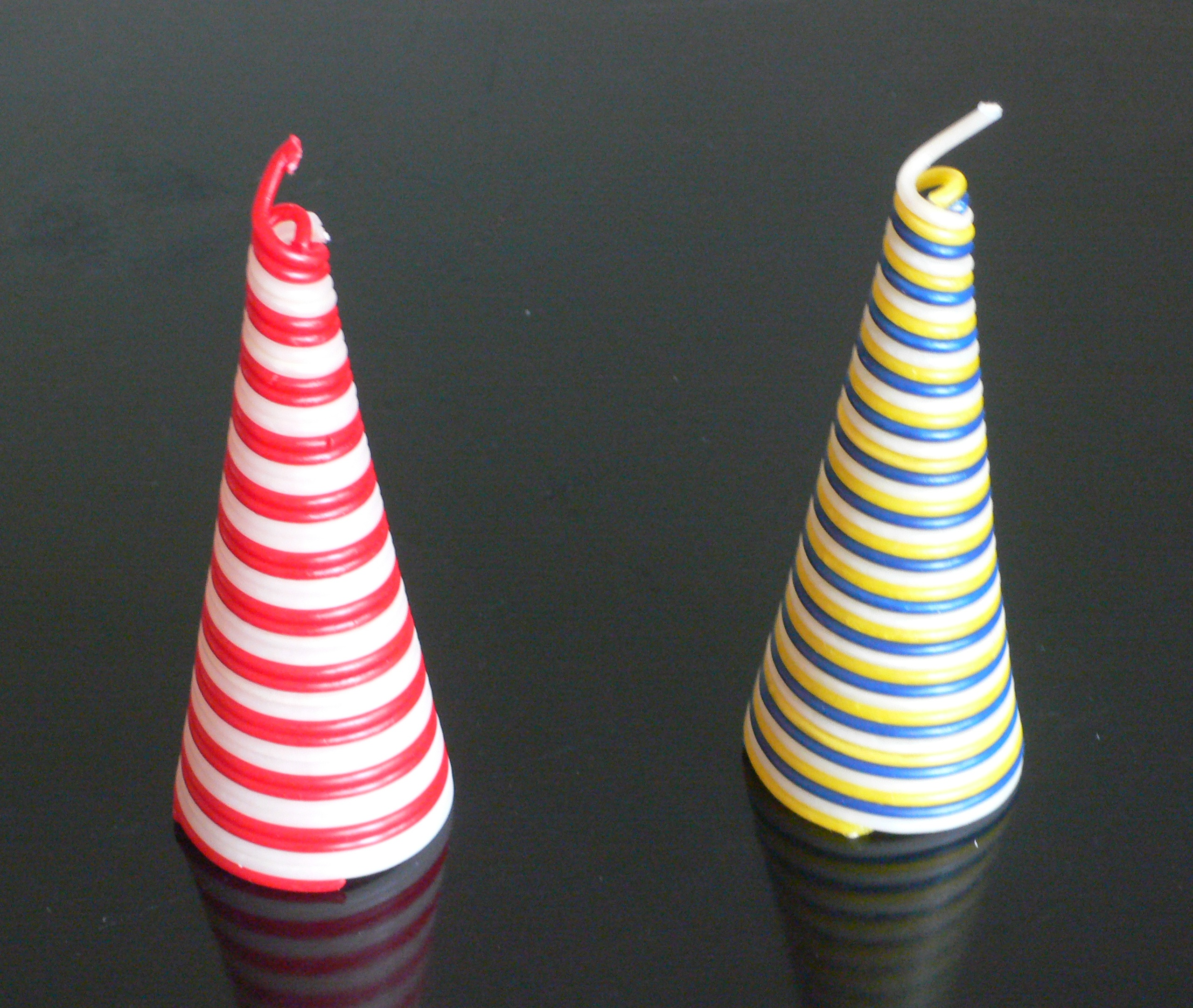
Newweling

Der Newweling (Pl.: die Newweling) ist eine traditionelle Mainzer Kerze, die zum Totengedenken an Allerheiligen und Allerseelen verwendet wird. Er zeichnet sich durch seine Kegelform aus und besteht nur aus spiralförmig gedrehten und mit Kerzenwachs überzogenen Dochten. Es werden traditionell die fünf Farben Rot, Weiß, Blau, Gelb und Grün für das Kerzenwachs verwendet. Durch die Kombination verschiedenfarbiger Wachsstränge ergibt sich das charakteristische, bunte Erscheinungsbild des Newweling.

## Herkunft

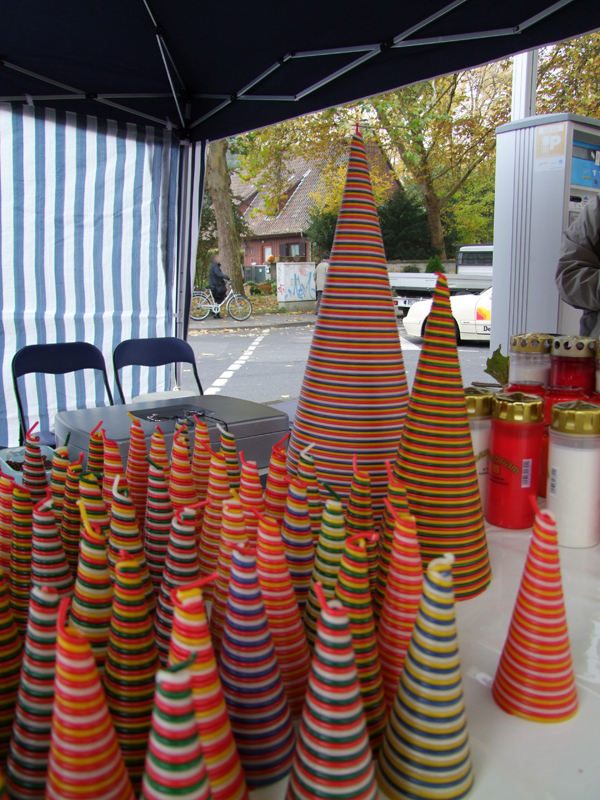
Newweling-Verkaufsstand vor dem Mainzer Hauptfriedhof an Allerheiligen

### Geschichte
Die Kerze wurde erstmals 1367 (oder bereits 1347) in einer Urkunde erwähnt, in der die Dame Richildis von Sobernheim festlegte, dass von ihrem Nachlass zwanzig Pfund Wachs gekauft werden und am 1., 7. und 30. Tag nach ihrem Tod „in cereis et in nebeling“, also in Form von Kerzen und Nebelingen verbrannt werden solle, die Kerzen am Altar während des Gedächtnisgottesdienstes, die Nebelinge auf dem Grab.
1424 ordnete Hamann zum Widder (auch Humbert zum Widder), ein führender Vertreter der wohlhabenden Patriziergeschlechter in der Stadt, an, „daß man vier nebelinge uff sine Grab legen soll uff aller seelen tag, und die bornen die meß us.“ (dass man vier Nebelinge auf sein Grab an Allerseelen legen solle und die Kerzen während der Messe brennen sollen).

### Namensherkunft
Der Name Newweling leitet sich nach dem Mainzer Wörterbuch von Nebel ab, des Weiteren können auch Nebellicht und Nebelring gedeutet werden und verweisen so vermutlich auf das trübe und neblige Wetter, das zu Allerheiligen und Allerseelen meist herrscht. Das 1347 erwähnte Nebeling ähnelt dem Nebelung (Nebelmonat), einem alten deutschen Namen für den November.

### Sagen und Legenden
In die Welt der Sagen und Legenden gehören Deutungen, die den Newweling mit dem verwandten Nibelungen in Verbindung bringen oder die hutähnliche Form als eine Art Tarnkappe deuten. So soll ein Nibelung im Monat November die Stadt Mainz unsicher gemacht haben und mit Hilfe des Lichtes vom Newweling vertrieben worden sein.
Nach einer weiteren Deutung wird die traditionelle Form mit einem spitzen Hut (vergleiche Hennin), wie ihn mindestens seit dem 17. Jahrhundert Hexen und Zauberer auf Bildern tragen, in Verbindung gebracht. Der Newweling wäre demnach der Zauberhut eines Nebelkindes und soll an die unsichtbar machende Tarn- oder Nebelkappe der Nibelungen erinnern.

## Herstellung

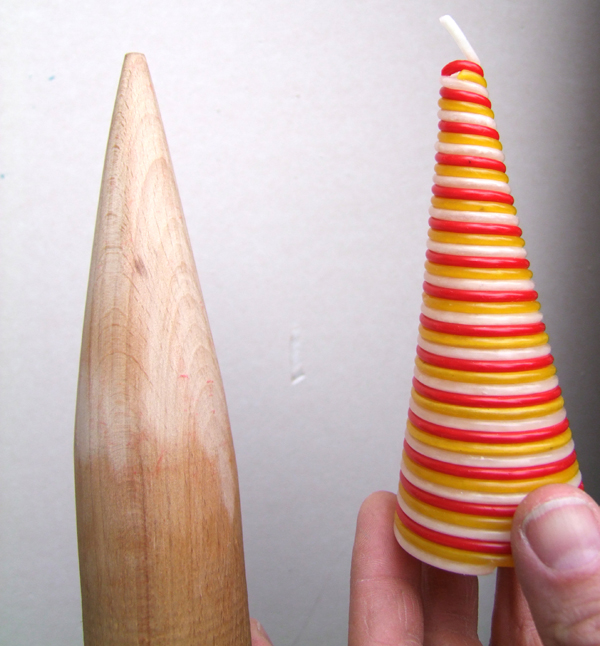
Newweling mit Holzkegel zum Aufwickeln

Seit Anfang der 1970er Jahre wurde der Newweling nur noch von der Mainzer Wachswarenfabrik Tusar (vormals: Wachszieherei Lorenz Werner Ww.) in Handarbeit hergestellt und von der Familie Krohn, die die Kerze seit 1927 (in vierter Generation) vertrieb, zu Allerheiligen und Allerseelen vor dem Hauptfriedhof, dem Mombacher Waldfriedhof und dem Gonsenheimer Friedhof verkauft. 2021 wurde die Produktion aus Alters- und Gesundheitsgründen aufgegeben. Zuvor gab es mindestens in Mainz-Weisenau mit Kunz&Zeiträger einen zweiten Newwelingproduzenten. Seit 2024 übernimmt die Gesellschaft für psychosoziale Einrichtungen in Mainz die Herstellung der Kerzen. Sie werden nun von Menschen gefertigt, die nur noch eingeschränkt arbeiten können.
Rund 14 Tage vor dem Feiertag begann die Produktion bei der Wachswarenfabrik Tusar. Die Gesellschaft für psychosoziale Einrichtungen fängt bereits Ende September Anfang Oktober mit der Produktion an. Für 1000 Newweling werden 3000 Meter Wachsschnüre in fünf Farben (rot, weiß, grün, blau und gelb) benötigt. Auf der Ziehmaschine konnte auf einmal 200 Meter Docht eingespannt und durch eine Wanne mit dem flüssigen Wachs gezogen werden, bis die Stärke von drei Millimetern erreicht ist. Wenn die Wachsschnüre erkaltet sind, geht es an die Wickelarbeit, wobei die Schnüre von Hand in knapp einer Minute um einen Holzkegel gewickelt werden. Für die sogenannten Show- und Sammlerexemplare wird als Wickelform eine Schultüte genommen, die zur Stabilität darunter bleibt.

Ziehmaschine
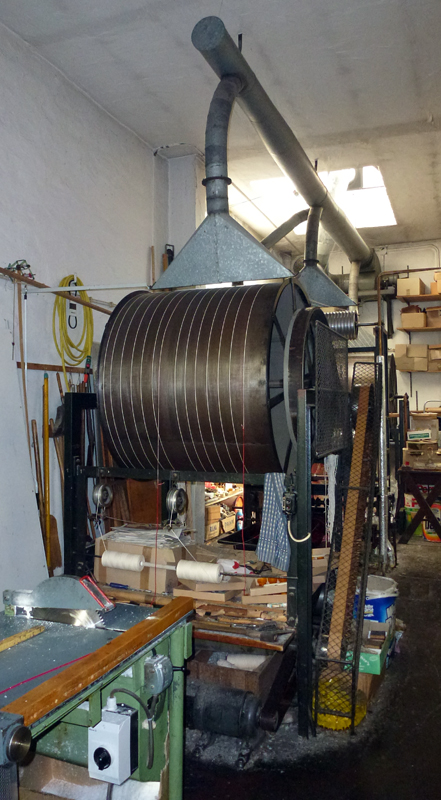
Trommel mit weißen Schnüren
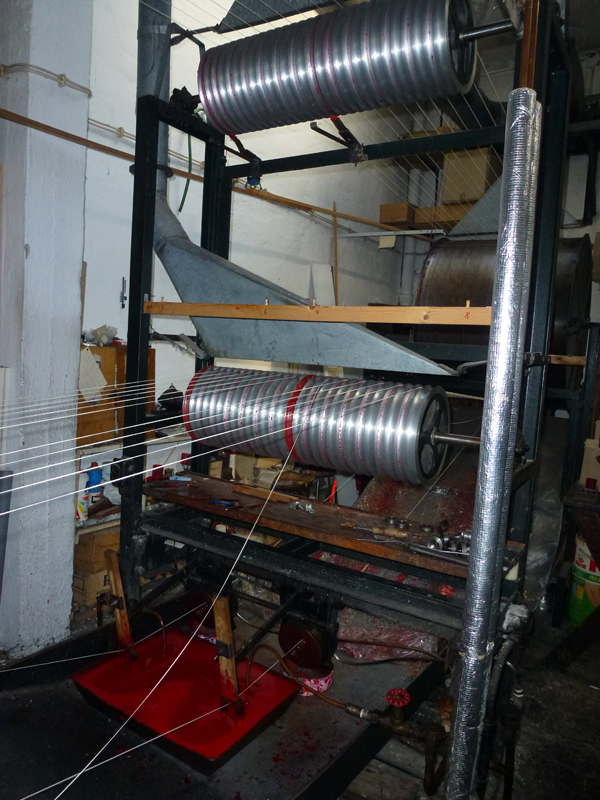
Trommel mit weißen Schnüren und roter Wachswanne
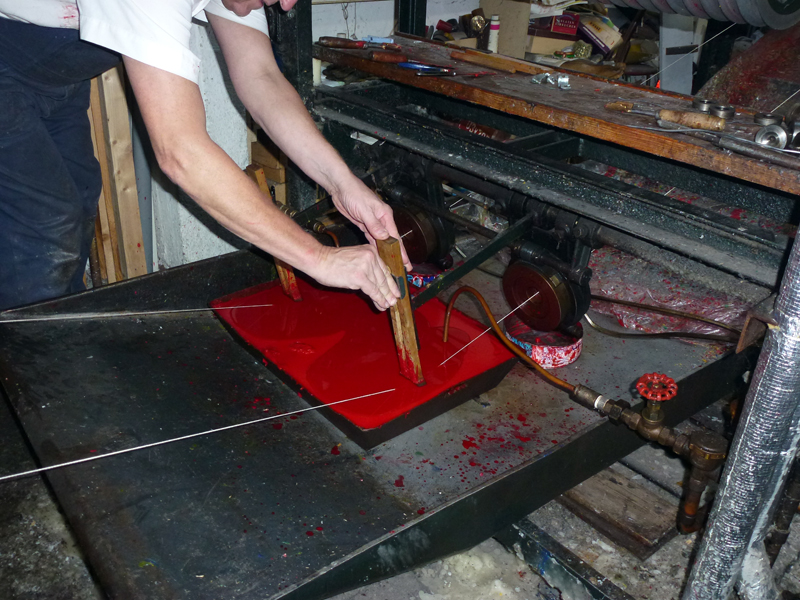
Docht wird in die Wachswanne versenkt
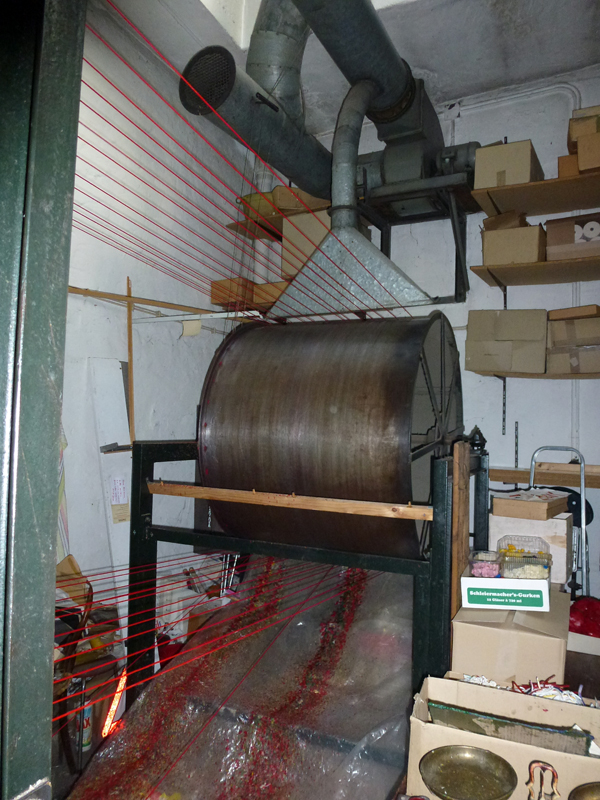
Rote Wachsschnüre erkalten auf der Rolle
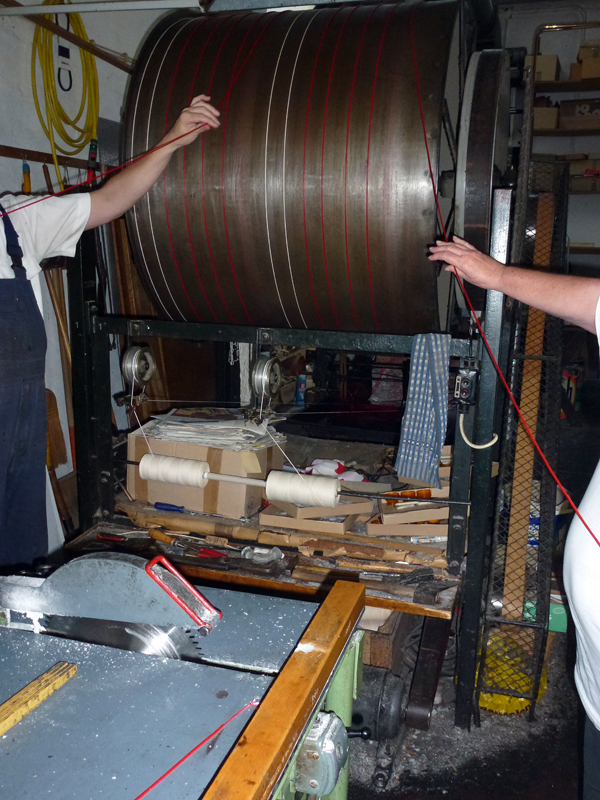
Wachsschnüre werden von der Trommel abgerollt
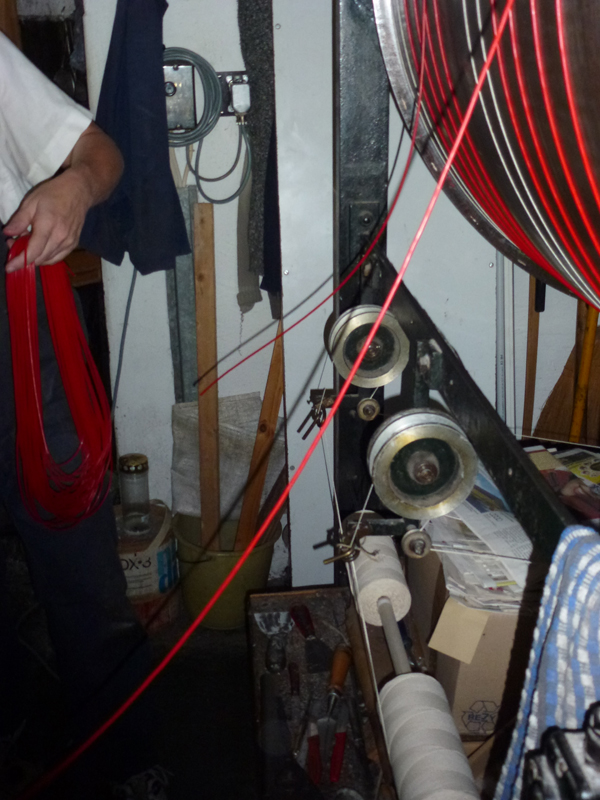
Wachsschnüre werden von der Trommel abgerollt

Wickeln
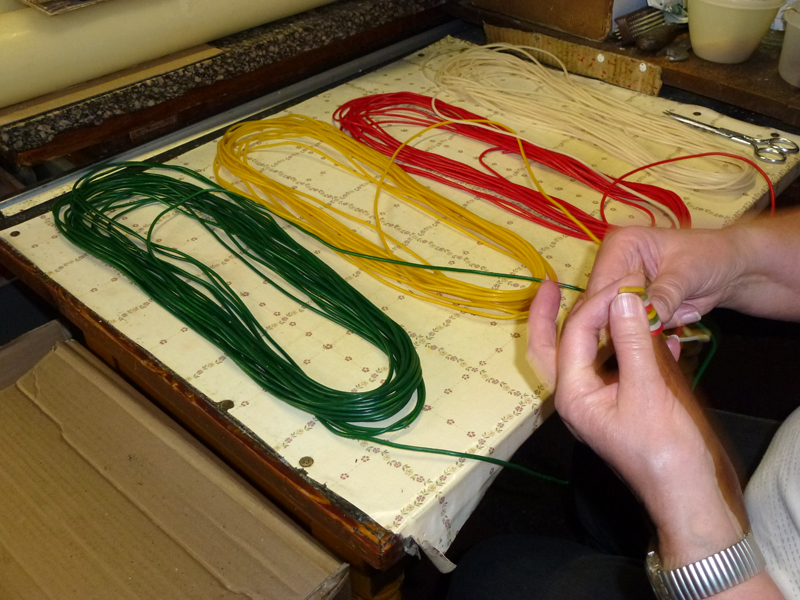
Vierfarbiger Newweling beim Legen auf dem Holzkegel
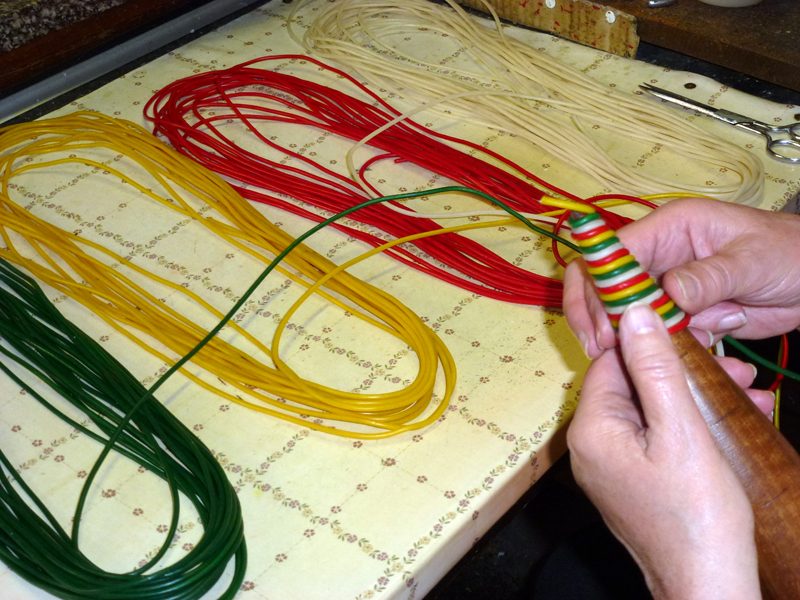
Vierfarbiger Newweling beim Legen auf dem Holzkegel
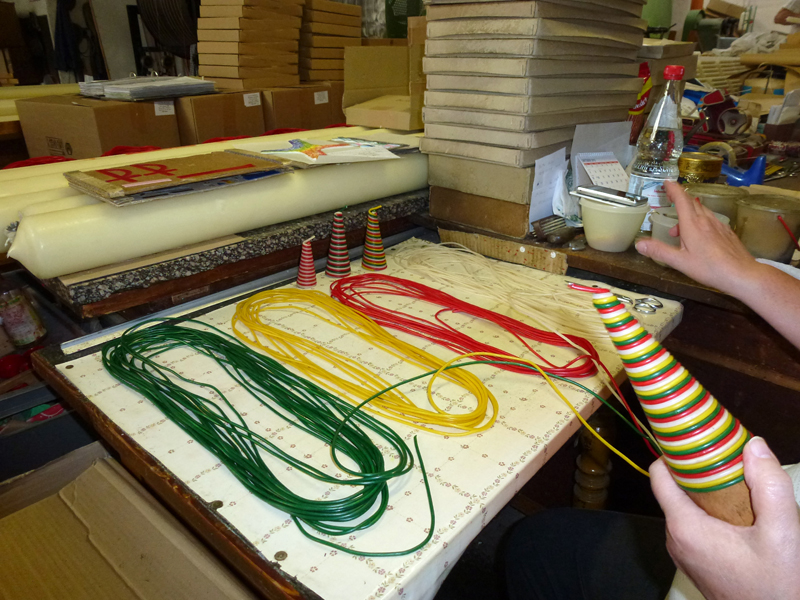
Fast fertiger Newweling auf Holzkegel

## Verwendung und Handhabung

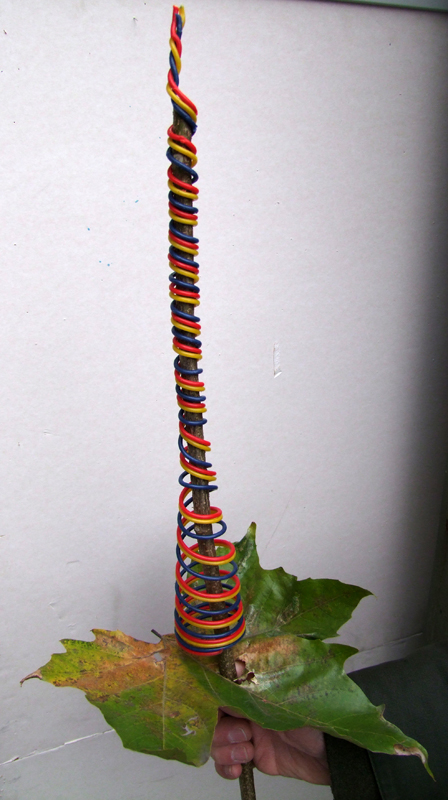
Newweling aufgezogen auf einen Stock für eine Prozession. Das Blatt dient als Tropfschutz. Der Docht muss während des Abbrennens vom Träger immer weiter nach oben gezogen werden.

Den Newweling gibt es ausschließlich in Mainz. Er wird an Allerseelen und Allerheiligen bei Prozessionen benutzt, auf Gräbern aufgestellt und auch im Mainzer Dom angezündet.
Er wird vor dem Anzünden auf- und um einen Stock gewickelt: „… dort dreht man die Schnüre auf und wickelt sie einzeln um einen Stock oder einen kleinen Ast und zündet die Dochte an. Man behält den Stock in der Hand oder steckt ihn in die Erde, … Manche stellen auch den ganzen Newweling auf das Grab und zünden den obersten Docht an, … Dann gibt es eine große Stichflamme und der Newweling brennt in kurzer Zeit ab.“

In Geschichten aus dem alten Mainz schreibt Prälat Adam Gottron: 

„Niemals kamen die Buben so pünktlich zum Gottesdienst wie zur Armseelenandacht in den Dom. Schon auf dem Weg verglich man Größe und Gestalt des Wachsfadenröllchens und prahlte, dass das eigene am hellsten und am längsten brenne.“

Der Newweling ist nicht zum Abbrennen in Laternen oder in geschlossenen Räumen geeignet.

## Musik
In der dritten Strophe des Liedes „Määnz bleibt Määnz“ (Text: Karl Schramm) heißt es: „Ich will dohin, wo Newweling duhn brenne“, übersetzt mit: Ich will dahin, wo Newweling [tun] brennen.

## Ähnlichkeiten
Es bestehen Ähnlichkeiten zum Wachsstock, wie er heute teilweise noch in Bayern weit verbreitet ist, und der jüdischen Hawdala-Kerze.